# Mariusz Rumak
Mariusz Rumak (Drawsko Pomorskie, 3 giugno 1977) è un allenatore di calcio e dirigente sportivo polacco, tecnico del Lech Poznań.